# Stop-and-go
Pour les articles homonymes, voir stop and go.
Un stop-and-go (terme anglophone signifiant « stopper et repartir ») est une pénalité qui s'applique en compétition automobile durant une épreuve. Elle consiste en un passage obligatoire par la ligne des stands, en respectant la vitesse limite en vigueur dans cette partie du circuit, et à marquer un arrêt complet du véhicule avant de pouvoir reprendre part à la course.
Ce type de pénalité est courant en Formule 1 notamment, où l'arrêt réglementaire peut être de cinq ou dix secondes. Il est interdit d'effectuer la moindre manipulation sur la voiture lors de l'arrêt et le bon respect de sa durée est contrôlé par des commissaires de course.
Cette sanction est plus lourde qu'un drive-through qui, lui, consiste en un simple passage par la ligne des stands à la vitesse limite et sans s'arrêter.